# Jay Conrad Levinson
Jay Conrad Levinson (10 de febrero de 1933 - 10 de octubre de 2013) fue un escritor estadounidense, especializado y reconocido en el mundo de los negocios y el marketing por desarrollar el concepto de publicidad de guerrilla. Su libro más conocido y traducido es el bestseller Marketing de Guerrilla: Los secretos para obtener grandes ganancias e sus pequeñas y medianas empresas, publicado en 1984.

## Biografía
Nació en Detroit, creció en Chicago y se graduó en Psicología por la Universidad de Colorado. Aplicó sus estudios en psicología en agencias de publicidad, incluyendo un puesto de director creativo en una de las agencias más importantes del mundo, la Leo Burnett Worldwide (fundada por Leo Burnett) en Londres. Más tarde, de vuelta en EE. UU., se incorporó a la agencia J. Walter Thompson (ahora conocida como JWT ) donde fue vicepresidente sénior. En el ámbito académico, Jay creó y enseñó marketing de guerrilla durante diez años en la Universidad de California en Berkeley .

## Trabajos
Durante los años que pasó como ejecutivo en agencias de publicidad, desarrolló de forma colaborativa alguna de las campañas de marketing más conocidas del mundo de la publicidad, como El hombre Marlboro (Marlboro Man),Tony el tigre, El gigante verde, el Pillsbury Doughboy, las manos de Allstate o el eslogan “Fly the friendly skies” de United Airlines.
Escribió y publicó numerosos libros de los que ha vendido millones de ejemplares, creando toda una serie de publicaciones bajo el título Guerrilla Marketing. Su técnica del marketing de guerrilla (acuñada por él. mismo) define una serie de herramientas de marketing no convencionales utilizadas en los casos en que los recursos financieros de las pequeñas y medianas empresas son limitados o inexistentes. Su primer libro, cuyo título original es Guerrilla marketing: easy and inexpensive strategies for making big profits from your small business ha sido nombrado por la revista Time como uno de los 25 mejores libros de negocios, con más de 20 millones de ejemplares vendidos.[cita requerida] Sus técnicas de marketing de guerrilla han influido tanto en el marketing desde finales del siglo XX y hasta la actualidad, que sus libros han sido traducidos a más de 60 idiomas y son de lectura obligatoria en los programas de MBA en todo el mundo.

## Publicaciones
Algunos de sus libros:
- Levinson, Jay Conrad. Marketing de Guerrilla: Los secretos para obtener grandes ganancias de sus pequeñas y medianas empresas.
- Levinson, Jay Conrad; Wilson, Orvel Ray; Gallagher, William K. Guerrilla Selling: Unconventional Weapons and Tactics for Increasing Your Sales.
- Levinson, Jay Conrad. Guerrilla Marketing Excellence: The 50 Golden Rules for Business Success.
- Levinson, Jay Conrad. Guerrilla Marketing in 30 Days.
- Levinson, Jay Conrad y Godin, Seth. The Guerrilla Marketing Handbook.
- Levinson, Jay Conrad y Rubin, Charles. Guerrilla Advertising: Cost-Effective Techniques for Small-Business Success.
- Levinson, Jay Conrad; Smith, Mark S.; Wilson, Orvel Ray. Televenta de guerrilla. Obtenga el éxito en sus ventas por teléfono, e-mail, fax e internet.
- Levinson, Jay Conrad y Lewis, Edward. Guerrilla Negotiating: Unconventional Weapons and Tactics to Get What You Want.
- Levinson, Jay Conrad; Frishman, Rick; Larsen, Michael; Hancock, David L. Guerrilla Marketing for Writers: 100 No-Cost, Low-Cost Weapons for Selling Your Work.
- Levinson, Jay Conrad; Frishman, Rick; Lublin, Jill. Guerrilla Publicity: Hundreds of Sure-Fire Tactics to Get Maximum Sales for Minimum Dollars.
- Levinson, Jay Conrad; Levinson, Jeannie; Lawlor, Patrick Girard. The Best of Guerrilla Marketing: Guerrilla Marketing Remix.
- Levinson, Jay Conrad. Guerrilla Social Media Marketing: 100+ Weapons to Grow Your Online Influence, Attract Customers, and Drive Profits.